# Dlouhá Lhota
Dlouhá Lhota este o arie protejată (arie specială de conservare — SAC, sit de importanță comunitară — SCI) din Republica Cehă întinsă pe o suprafață de 0,04 ha, integral pe uscat.

## Localizare
Centrul sitului Dlouhá Lhota este situat la coordonatele 49°25′42″N 16°30′44″E / 49.428333°N 16.512222°E.

## Înființare
Situl Dlouhá Lhota a fost declarat sit de importanță comunitară în aprilie 2005 pentru a proteja 1 specie de animale. Situl a fost protejat și ca arie specială de conservare în ianuarie 2015.

## Biodiversitate
Situată în ecoregiunea continentală, aria protejată nu include niciun habitat protejat.
La baza desemnării sitului se află o specie protejată de  mamifere: liliacul mic cu potcoavă (Rhinolophus hipposideros).